# 日本伝統工芸士会
日本伝統工芸士会（にほんでんとうこうげいしかい）は、経済産業省所管の伝統工芸士で構成された団体。1981年（昭和56年）設立。

## 概要
- 所在：東京都豊島区西池袋1-11-1
- 会長：三橋隆
- 副会長：田畑喜八、菊池廣志、小川規三郎、下道良平

## 事業
- 全国伝統工芸士大会の開催
- 全国伝統工芸士展の開催
- 会報の発行および情報提供事業
- 産地工芸士会の結成推進と運営協力事業
- 都道府県別工芸士会の結成推進と運営協力事業
- ブロック別工芸士会の結成推進と運営協力事業
- 業種別工芸士会の連携の促進と活動に関する事業
- 「伝統工芸士認定事業」の実施に関する協力事業
- 伝統的技術・技法の向上に関する事業
- 後継者の確保と育成に関する事業
- 工芸士相互の親睦と情報交換に関する事業
- 工芸士の慶弔に関する事業
- 工芸士の社会的地位の向上に関する事業
- 伝統的工芸品産業振興協会が実施する振興事業に対する協力事業
- その他本会の目的を達成するために必要な業務に関する事業